# Caprington Castle

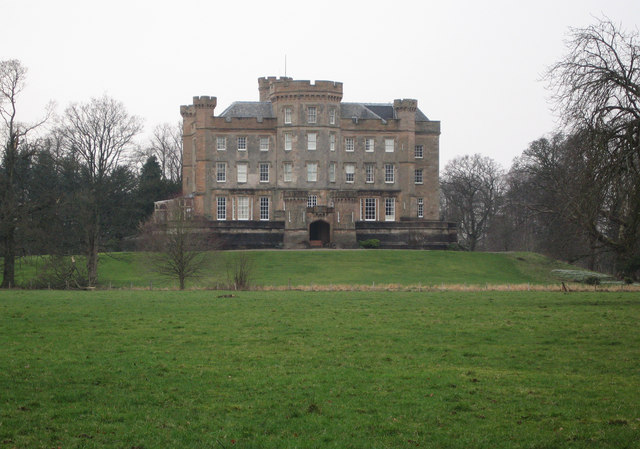
Caprington Castle

Caprington Castle ist ein Herrenhaus nahe der schottischen Stadt Kilmarnock in der Council Area East Ayrshire. 1971 wurde das Bauwerk in die schottischen Denkmallisten in der höchsten Denkmalkategorie A, 2006 die Außenanlagen in das Inventory of Gardens and Designed Landscapes in Scotland aufgenommen.

## Geschichte
Die Keimzelle von Caprington Castle bildete ein Wehrturm, der möglicherweise bereits aus dem 15. Jahrhundert stammt und in das Gebäude integriert wurde. Das Herrenhaus wurde um 1820 für William Cuninghame, 4. Baronet erbaut. Es gehört bis heute zu den Besitztümern des Clans Cunningham.

## Beschreibung
Caprington Castle liegt auf weitläufigen Ländereien außerhalb von Kilmarnock am gegenüberliegenden Ufer des Irvine. Zu den Außengebäuden zählen landwirtschaftliche Gebäude, Stallungen und Wohngebäude. Sein heutiges Aussehen erhielt das Herrenhaus im Rahmen des Ausbaus um 1820. Der mittige vierstöckige Turm dominiert die ostexponierte Hauptfassade. Der semioktogonale Turm ist mit auskragenden Zinnen bewehrt und mit Maschikuli ausgestattet. Von den Gebäudekanten ragen kleinere, quadratische Türme auf. Im Inneren sind teilweise Kreuzgewölbe und weitere gotische Details zu finden.